# Finlands statsministre
Finlands statsministre og Finlands regeringer fra og med selvstændigheden, giver en oversigt over navne, datoer og sammensætningen af koalitionsregeringer.
I perioden fra 1822 til 1917, hvor Finland var i personalunion med Rusland, udøvedes den faktiske ledelse af regeringsmagten (statsministeren) af næstformanden for økonomidepartementet. En liste over disse regeringschefer findes i artiklen Det kejserlige senat for Finland.

## Liste over Finlands statsministere
| Udnævnt     | Statsminister                         | Parti             | Koalition (ministre) |
| ----------- | ------------------------------------- | ----------------- | --- |
| 27.11.1917  | Pehr Evind Svinhufvud I (1861-1944)   | Ungfinska         | Ungfi. (6), Fi. (2), Agr. (2), Sfp (1)                                                                                     |
| 27.5.1918   | Juho Kusti Paasikivi I (1870-1956)    | Fi.               | Fi. (5), Ungfi. (5), Agr. (2), Sfp (1), upolitisk (1)                                                                      |
| 27.11.1918  | Lauri Ingman I (1868-1934)            | Saml.             | Framst. (6), Saml. (3), Sfp (2), upolitisk (1)                                                                             |
| 17.4.1919   | Kaarlo Castrén (1860-1938)            | Framst.           | Framst. (6), Agr. (4), Sfp (3), upolitiske (2)                                                                             |
| 15.8.1919   | Juho Vennola I (1872-1938)            | Framst.           | Framst. (9), Agr. (4), upolitisk (1)                                                                                       |
| 15.3.1920   | Rafael Erich (1879-1946)              | Saml.             | Framst. (5), Agr. (3), Saml. (2), Sfp (2), upolitisk (1)                                                                   |
| 9.4.1921    | Juho Vennola II (1872-1938)           | Framst.           | Framst. (8), Agr. (4) |
| 2.6.1922    | Aimo Cajander I (1879-1943)           | upolitisk         | upolitiske (11) |
| 14.11.1922  | Kyösti Kallio I (1873-1940)           | Agr.              | Agr. (6), Framst. (4), upolitiske (2)                                                                                      |
| 18.1.1924   | Aimo Cajander II (1879-1943)          | upolitisk         | upolitiske (11) |
| 31.5.1924   | Lauri Ingman II (1868-1934)           | Saml.             | Agr. (4), Saml. (3), Framst. (2), upolitisk (1)                                                                            |
| 22.11.1924  | Lauri Ingman III (1868-1934)          | Saml.             | Saml. (5), Sfp (3), Framst. (3), upolitisk (1)                                                                             |
| 31.3.1925   | Antti Tulenheimo (1879-1952)          | Saml.             | Saml. (5), Agr. (4), opolitiska (4)                                                                                        |
| 31.12.1925  | Kyösti Kallio II (1873-1940)          | Agr.              | Agr. (6), Saml. (6) |
| 13.12.1926  | Väinö Tanner (1881-1966)              | SDP               | SDP (13) |
| 17.12.1927  | Juho Sunila I (1875-1936)             | Agr.              | Agr. (10), upolitiske (3)                                                                                                  |
| 22.12.1928  | Oskari Mantere (1874-1942)            | Framst.           | Framst. (6), Saml. (3), upolitiske (3)                                                                                     |
| 16.8.1929   | Kyösti Kallio III (1873-1940)         | Agr.              | Agr. (11), Framst. (1), upolitisk (1)                                                                                      |
| 4.7.1930    | Pehr Evind Svinhufvud II (1861-1944)  | Saml.             | Agr. (4), Saml. (3), Sfp (2), Framst. (1), upolitiske (3)                                                                  |
| 21.3.1931   | Juho Sunila II (1875-1936)            | Agr.              | Agr. (6), Saml. (4), Sfp (2), Framst. (1)                                                                                  |
| 15.12.1932  | Toivo Mikael Kivimäki (1886-1968)     | Framst.           | Framst. (4), Saml. (4) (formelt upolitiske), Sfp (2), Agr. (2) (formelt upolitiske), upolitisk (1)                         |
| 7.10.1936   | Kyösti Kallio IV (1873-1940)          | Agr.              | Agr. (10), Framst. (2), Saml. (2) (formelt upolitiske)                                                                     |
| 12.3.1937   | Aimo Cajander III (1879-1943)         | Framst.           | SDP (6), Agr. (6), Framst. (2)                                                                                             |
| 1.12.1939   | Risto Ryti I (1889-1956)              | Framst.           | SDP (4), Agr. (4), Saml. (2), Sfp (2), Framst. (1), upolitisk (1)                                                          |
| 27.3.1940   | Risto Ryti II (1889-1956)             | Framst.           | SDP (4), Agr. (3), Saml. (2), Sfp (1), Framst. (1), upolitisk (1)                                                          |
| 3.1.1941    | Johan Wilhelm Rangell (1894-1982)     | Framst.           | SDP (4), Agr. (4), Saml. (2), Sfp (1), Framst. (1), IKL (1), upolitiske (2)                                                |
| 5.3.1943    | Edwin Linkomies (1894-1963)           | Saml.             | SDP (5), Agr. (4), Saml. (2), Sfp (1), Framst. (1), upolitisk (1)                                                          |
| 21.9.1944   | Urho Castrén (1886-1965)              | Saml.             | SDP (6), Agr. (4), Saml. (1), Sfp (1), Framst. (1), upolitiske (3)                                                         |
| 17.11.1944  | Juho Kusti Paasikivi II (1870-1956)   | Saml. / upolitisk | SDP (7), Agr. (4), DFFF (1), Framst. (1), Sfp (1), upolitisk (1)                                                           |
| 17.4.1945   | Juho Kusti Paasikivi III (1870-1956)  | Saml. / upolitisk | DFFF (5), SDP (4), Agr. (4), Framst. (1), Sfp (1), upolitisk (1)                                                           |
| 26.5.1946   | Mauno Pekkala (1890-1952)             | DFFF              | DFFF (6), Agr. (5), SDP (5), Sfp (1), upolitiske (2)                                                                       |
| 29.7.1948   | Karl-August Fagerholm I (1901-1984)   | SDP               | SDP (15), upolitisk (1) |
| 17.3.1950   | Urho Kekkonen I (1900-1986)           | Agr.              | Agr. (10), Sfp (2), Framst. (2), upolitisk (1)                                                                             |
| 17.1.1951   | Urho Kekkonen II (1900-1986)          | Agr.              | Agr. (7), SDP (7), Sfp (2), Framst. (1)                                                                                    |
| 20.9.1951   | Urho Kekkonen III (1900-1986)         | Agr.              | Agr. (7), SDP (7), Sfp (2), upolitisk (1)                                                                                  |
| 9.7 1953    | Urho Kekkonen IV (1900-1986)          | Agr.              | Agr. (8), Sfp (3), upolitiske (3)                                                                                          |
| 17.11.1953  | Sakari Tuomioja (1911-1964)           | upolitisk         | Saml. (4), Ffp (3), Sfp (2), upolitiske (6)                                                                                |
| 5.5.1954    | Ralf Törngren (1899-1961)             | Sfp               | Agr. (6), SDP (6), Sfp (1), upolitisk (1)                                                                                  |
| 20.10.1954  | Urho Kekkonen V (1900-1986)           | Agr.              | SDP (7), Agr. (6), upolitisk (1)                                                                                           |
| 3.3.1956    | Karl-August Fagerholm II (1901-1984)  | SDP               | SDP (6), Agr. (6), Ffp (1), Sfp (1), upolitisk (1)                                                                         |
| 27.5.1957   | V. J. Sukselainen I (1906-1995)       | Agr.              | Agr. (6), Sfp (3), Ffp (3), upolitisk (1)                                                                                  |
| 2.7.1957    | V. J. Sukselainen II (1906-1995)      | Agr.              | Agr. (9), Ffp (4), upolitisk (1)                                                                                           |
| 2.9.1957    | V. J. Sukselainen III (1906-1995)     | Agr.              | Agr. (6), socialdem. opp. (5), Ffp (2), upolitiske (2)                                                                     |
| 29.11.1957  | Rainer von Fieandt (1890-1972)        | upolitisk         | upolitiske (13) |
| 26.4.1958   | Reino Kuuskoski (1907-1965)           | upolitisk         | socialdem. opp. (4), Ffp (1), upolitiske (9),                                                                              |
| 29.8.1958   | Karl-August Fagerholm III (1901-1984) | SDP               | SDP (5), Agr. (5), Saml. (3), Ffp (1), Sfp (1)                                                                             |
| 31.1.1959   | V. J. Sukselainen IV (1906-1995)      | Agr.              | Agr. (13), Sfp (1), upolitisk (1)                                                                                          |
| 14.7.1961   | Martti Miettunen I (1908-2002)        | Agr.              | Agr. (14), upolitisk (1)                                                                                                   |
| 13.4.1962   | Ahti Karjalainen I (1923-1990)        | Agr.              | Agr. (5), Saml. (3), Ffp (1), Sfp (1), FFC (3)                                                                             |
| 18.12.1963  | Reino Ragnar Lehto (1898-1966)        | upolitisk         | upolitiske (15) |
| 12.9.1964   | Johannes Virolainen (1914-2000)       | Centern           | Centern (7), Saml. (3), Ffp (2), Sfp (2), upolitisk (1)                                                                    |
| 27.5.1966   | Rafael Paasio I (1903-1980)           | SDP               | SDP (6), Cp (5), DFFF (3), Sfp (1), ASSF (1)                                                                               |
| 22.3.1968   | Mauno Koivisto I (1923-)              | SDP               | SDP (6), Cp (5), DFFF (3), Sfp (1), ASSF (1)                                                                               |
| 14.5.1970   | Teuvo Aura I (1912-1999)              | upolitisk         | upolitiske (15) |
| 14.7. 1970  | Ahti Karjalainen II (1923-1990)       | Centern           | SDP (5), Cp (4), DFFF (3), Lfp (2), Sfp (2)                                                                                |
| 26.3.1971   | Ahti Karjalainen III (1923-1990)      | Centern           | SDP (8), Cp (4) |
| 29.10.1971  | Teuvo Aura II (1912-1999)             | upolitisk         | upolitiske (15) |
| 23.2.1972   | Rafael Paasio II (1903-1980)          | SDP               | SDP (17) |
| 4.9.1972    | Kalevi Sorsa I (1930-2004)            | SDP               | SDP (7), Centern (5), Sfp (2), Lfp (1), upolitisk (1)                                                                      |
| 13.6.1975   | Keijo Liinamaa (1929-1980)            | upolitisk         | upolitiske (17) |
| 30.11.1975  | Martti Miettunen II (1908-2002)       | Centern           | SDP (5), Centern (4), DFFF (4), Sfp (2), Lfp (1), upolitiske (2)                                                           |
| 29.9.1975   | Martti Miettunen III (1908-2002)      | Centern           | Centern (9), Sfp (3), Lfp (3), upolitisk (1)                                                                               |
| 15.5.1977   | Kalevi Sorsa II (1930-2004)           | SDP               | SDP (4), Centern (5), DFFF (3), Lfp (1), Sfp (1), upolitisk (1)                                                            |
| 26.5.1979   | Mauno Koivisto II (1923-)             | SDP               | SDP (5), Centern (6), DFFF (3), Sfp (2), upolitisk (1)                                                                     |
| 19.2.1982   | Kalevi Sorsa III (1930-2004)          | SDP               | SDP (5), Centern (6), DFFF (3), Sfp (2), upolitisk (1)                                                                     |
| 6.5.1983    | Kalevi Sorsa IV (1930-2004)           | SDP               | SDP (8), Cp (4), Sfp (2), Flp (2), upolitisk (1)                                                                           |
| 30.4.1987   | Harri Holkeri (1937-2011)             | Saml.             | Saml. (7), SDP (7), Sfp (2), Flp (1)                                                                                       |
| 26.4.1991   | Esko Aho (1954-)                      | Centern           | C (8), Saml. (6), Sfp (2), Fkf (1)                                                                                         |
| 13.4.1995   | Paavo Lipponen I (1941-)              | SDP               | SDP (5), Saml. (5), Sfp (1), Gröna (1), upolitisk (1)                                                                      |
| 15.4.1999   | Paavo Lipponen II (1941-)             | SDP               | |
| 17.4.2003   | Anneli Jäätteenmäki (1955-)           | Centern           | Centern (8), SDP (8), Sfp (2)                                                                                              |
| 24.6.2003   | Matti Vanhanen (1955-)                | Centern           | Centern (8), SDP (8), Sfp (2)                                                                                              |
| 19.4.2007   | Matti Vanhanen II (1955-)             | Centern           | Centern (8), Saml. (8), Gröna (2), Sfp (2)                                                                                 |
| 22.6.2010   | Mari Kiviniemi (1968-)                | Centern           | Centern (8), Saml. (8), Gröna (2), Sfp (2)                                                                                 |
| 22.6.2011   | Jyrki Katainen (1971–)                | Samlingspartiet   | Samlingspartiet (6), SDP (6), Venstreforbundet (2), De gröna (2), Svenska folkpartiet i Finland (2), Kristdemokraterna (1) |
| 24.6.2014   | Alexander Stubb (1968–)               | Samlingspartiet   | Samlingspartiet, SDP, De gröna, Svenska folkpartiet i Finland, Kristdemokraterna                                           |
| 29.5. 2015  | Juha Sipilä (1961–)                   | Centerpartiet     | Centerpartiet, De Sande Finner, Samlingspartiet                                                                            |
| 6.6. 2019   | Antti Rinne (1962–)                   | SDP               | SDP, Centerpartiet, De gröna, Venstreforbundet, Svenska folkpartiet i Finland                                              |
| 10.12. 2019 | Sanna Marin (1985–)                   | SDP               | SDP, Centerpartiet, De gröna, Venstreforbundet, Svenska folkpartiet i Finland                                              |
| 20.6.2023   | Petteri Orpo (1969–)                  | Samlingspartiet   | Samlingspartiet, PS, Svenska folkpartiet i Finland, Kristdemokraterna                                                      |